# Giro dell'Appennino 1967
Il Giro dell'Appennino 1967, ventottesima edizione della corsa, si svolse il 1º ottobre 1967, su un percorso di 255 km. La vittoria fu appannaggio dell'italiano Michele Dancelli, che completò il percorso in 6h42'43", precedendo i connazionali Franco Bitossi e Guido De Rosso.
I corridori che partirono furono 66, mentre coloro che tagliarono il traguardo di Pontedecimo furono 34.

## Ordine d'arrivo (Top 10)
| Pos. | Corridore            | Squadra    | Tempo    |
| ---- | -------------------- | ---------- | -------- |
| 1    | Michele Dancelli     | Vittadello | 6h42'43" |
| 2    | Franco Bitossi       | Filotex    | a 3'20"  |
| 3    | Guido De Rosso       | Vittadello | s.t.     |
| 4    | Giorgio Zancanaro    | Max Meyer  | s.t.     |
| 5    | Felice Gimondi       | Salvarani  | a 3'41"  |
| 6    | Franco Balmamion     | Molteni    | s.t.     |
| 7    | Adriano Passuello    | Molteni    | s.t.     |
| 8    | Giampaolo Cucchietti | Max Meyer  | a 3'47"  |
| 9    | Franco Bodrero       | Molteni    | a 5'13"  |
| 10   | Carmine Preziosi     | Molteni    | a 6'14"  |